# Gerichtsbezirk Rottenmann
Der Gerichtsbezirk Rottenmann war ein dem Bezirksgericht Rottenmann unterstehender Gerichtsbezirk im Bundesland Steiermark. Der Gerichtsbezirk umfasste Teile des politischen Bezirks Liezen und wurde 2002 dem Gerichtsbezirk Liezen zugeschlagen. 

## Geschichte
Der Gerichtsbezirk Rottenmann wurde durch eine 1849 beschlossene Kundmachung der Landes-Gerichts-Einführungs-Kommission geschaffen und umfasste ursprünglich die 13 Gemeinden Au, Bärndorf, Dietmannsdorf, Edlach, Gaishorn, Lassing (Schattseite), Lassing (Sonnseite), Oppenberg, Rottenmann, St. Lorenzen, Tregelwang, Trieben und Versbichl.
Der Gerichtsbezirk Rottenmann bildete im Zuge der Trennung der politischen von der judikativen Verwaltung ab 1868 gemeinsam mit den Gerichtsbezirken Aussee, Gröbming, Irdning, Liezen, Schladming und Sankt Gallen den Bezirk Liezen.
Das Gebiet des Gerichtsbezirks blieb während der Dauer seines Bestehens praktisch unverändert. Durch die Neuordnung der Gerichtsbezirke 2002 wurde der Gerichtsbezirk Rottenmann jedoch per 1. Juli 2002 aufgelöst und das Gebiet dem Gerichtsbezirk Liezen zugeteilt.

## Gerichtssprengel
Der Gerichtssprengel umfasste zum Zeitpunkt seiner Auflösung die sieben Gemeinden Gaishorn am See, Lassing, Oppenberg, Rottenmann, Selzthal, Treglwang und Trieben.